# Downderry
 (février 2024).
Downderry est un village des Cornouailles, en Angleterre. Le village fait partie de la paroisse civile de Deviock.